# 2005-2006シーズンのNBA
2005-2006シーズンのNBAは、NBAの60回目のシーズンである。2005年11月1日から始まり、2006年6月20日には全日程が終了した。

## シーズン前

### ドラフト
ミルウォーキー・バックスから全体1位指名を受けたのは、オーストラリア人のアンドリュー・ボーガット。またこの年のNCAAトーナメントを制覇したノースカロライナ大学の主力メンバー4人が1巡目指名を受けた。デロン・ウィリアムズ(3位)、クリス・ポール(4位)、アンドリュー・バイナム(10位)、ダニー・グレンジャー(17位)、デビッド・リー(30位)ら5人のオールスターを輩出した他、マーヴィン・ウィリアムス(2位)、レイモンド・フェルトン(5位)、マーテル・ウェブスター(6位)、チャーリー・ビラヌエバ(7位)、チャニング・フライ(8位)、アイク・ディオグ(9位)、ショーン・メイ(13位)、ラシャード・マキャンツ(14位)、アントワン・ライト(15位)、ジョーイ・グラハム(16位)、ジェラルド・グリーン(18位)、ハキム・ウォリック(19位)、ネイト・ロビンソン(21位)、ジャレット・ジャック(22位)、フランシスコ・ガルシア(23位)、ルーサー・ヘッド(24位)、ヨハン・ペトロ(25位)、ジェイソン・マキシエル(26位)、リーナス・クレイザ(27位)、イアン・マヒンミ(28位)、サリム・スタウダマイアー(31位)、ブランドン・バス(33位)、C・J・マイルズ(34位)、エルサン・イルヤソバ(36位)、ロニー・トゥリアフ(37位)、ヴォン・ウェイファー(39位)、モンタ・エリス(40位)、ルイス・ウィリアムス(45位)、アンドレイ・ブラッチ(49位)、ライアン・ゴメス(50位)、アミール・ジョンソン(56位)、マーチン・ゴータット(57位)などがNBA入りを果たした。
ドラフト外選手にはアラン・アンダーソン、ケレンナ・アズバイク、ウィル・バイナム、スティーブン・グラハム、チャック・ヘイズ、ジョン・ルーカス3世、ロニー・プライス、シャブリック・ランドルフらがいる
　詳細は2005年のNBAドラフトを参照

### 主な移籍
| チーム                         | 獲得（移籍元）                                                                                                  | 放出（移籍先）                                              |
| ------------------------------ | --- | ----------------------------------------------------------- |
| マイアミ・ヒート               | ジェイソン・ウィリアムス (MEM) ジェームス・ポージー (MEM) アントワン・ウォーカー (BOS) ゲイリー・ペイトン (BOS) | エディー・ジョーンズ (MEM)                                  |
| メンフィス・グリズリーズ       | エディー・ジョーンズ (MIA) デイモン・スタウダマイアー (POR・FA)                                                 | ジェイソン・ウィリアムス (MIA) ジェームス・ポージー (MIA)   |
| フェニックス・サンズ           | ボリス・ディーオ (ATL) カート・トーマス (NYN) ラジャ・ベル (UTA・FA)                                            | ジョー・ジョンソン (ATL) クエンティン・リチャードソン (NYN) |
| サンアントニオ・スパーズ       | マイケル・フィンリー (DAL・FA)                                                                                  |                                                             |
| クリーブランド・キャバリアーズ | ラリー・ヒューズ (WAS・FA) ドニエル・マーシャル (TOR・FA)                                                       |                                                             |
| ワシントン・ウィザーズ         | カロン・バトラー (LAL) アントニオ・ダニエルズ (SEA・FA)                                                         | クワミ・ブラウン (LAL) ラリー・ヒューズ (CLE・FA)           |
| ロサンゼルス・クリッパーズ     | サム・キャセール (MIN) カッティノ・モブリー (SAC・FA) 田臥勇太                                                  |                                                             |
| サクラメント・キングス         | ボンジ・ウェルズ (MEM) シャリーフ・アブドゥル＝ラヒーム (POR・FA)                                               | ボビー・ジャクソン (MEM)                                    |
| ニューヨーク・ニックス         | エディ・カリー (CHI) アントニオ・デイビス (CHI)                                                                 | ティム・トーマス (CHI)                                      |

- 最も積極的に補強を行ったのはマイアミ・ヒートだった。NBA史上最大規模となる5チーム総勢13選手が絡んだトレードで、ヒートはメンフィス・グリズリーズからジェイソン・ウィリアムスとジェームス・ポージーらを、ボストン・セルティックスからはアントワン・ウォーカー、ゲイリー・ペイトンを獲得。経験豊富かつチャンピオンリングを切望しているベテランらが揃った。
- 前シーズンに大躍進を遂げ、リーグ1位の成績を勝率を収めたフェニックス・サンズだが、オフには戦力の流出が目立った。ジョー・ジョンソンはアトランタ・ホークスに、クエンティン・リチャードソンはニューヨーク・ニックスに移籍した。サンズはボリス・ディーオ、カート・トーマス、ラジャ・ベルらを獲得し、戦力の穴埋めを行った。
- サラリー調整のためダラス・マーベリックスから解雇されたマイケル・フィンリーは、各チームの熱心な勧誘合戦の末に、サンアントニオ・スパーズと契約した。

### その他
- ニューオーリンズ・ホーネッツは8月に発生したハリケーン・カトリーナの被害を受け、一時的に本拠地をニューオーリンズからオクラホマシティに移した。この間、「ニューオリンズ/オクラホマシティ・ホーネッツ」と呼称した。
- 1999年の労使協定が期限切れとなるため、協会とNBPA（選手会）は新たな協定締結に向けて協議に入った。この協議が難航し、一時は1998年以来となる2度目のロックアウト突入は不可避とも報じられたが、オフシーズン中に新しい協定が定められ、新シーズンも無事に始まった。主な協定内容は以下の通り。
  - NBA入りの最低年齢制限が、18歳から19歳に引き上げられる（高校生のアーリーエントリーを禁止とした）。
  - 契約の最長期間が短縮され、所属チームとの契約で6年、新しいチームとの契約の場合で5年となった。
  - 選手には年4回の薬物検査が義務付けられる。
  - 新しい服装規定。

## レギュラーシーズン

### オールスター
2006年のNBAオールスターゲームはヒューストンで開催され、122-120でイーストチームが勝利した。MVPには歴代最年少でレブロン・ジェームズが選ばれた。

### シーズン中の主な移籍
- インディアナ・ペイサーズとサクラメント・キングスとの間でトレードが成立。ペイサーズはキングスのエースシューターだったペジャ・ストヤコヴィッチを、キングスはロン・アーテストを得た。
- チーム改革を目指すオーランド・マジックはエースガードのスティーブ・フランシスをニューヨーク・ニックスに放出した。さらにニックスはトロント・ラプターズからジェイレン・ローズを獲得している。
- ボストン・セルティックスとミネソタ・ティンバーウルブズとの間でトレードが行われ、セルティックスはウォーリー・ザービアックを、ウルブズはリッキー・デイビスを獲得した。
- フェニックス・サンズは、シカゴ・ブルズに解雇されたティム・トーマスを獲得した。

### イースタン・カンファレンス
| # | アトランティック・デビジョン | アトランティック・デビジョン | セントラル・デビジョン         | セントラル・デビジョン | サウスイースト・デビジョン | サウスイースト・デビジョン |
| # | チーム                       | 勝敗                         | チーム                         | 勝敗                   | チーム                     | 勝敗                       |
| - | ---------------------------- | ---------------------------- | ------------------------------ | ---------------------- | -------------------------- | -------------------------- |
| 1 | ニュージャージー・ネッツ     | 49-33                        | デトロイト・ピストンズ         | 64-18                  | マイアミ・ヒート           | 52-30                      |
| 2 | フィラデルフィア・76ers      | 38-44                        | クリーブランド・キャバリアーズ | 50-32                  | ワシントン・ウィザーズ     | 42-40                      |
| 3 | ボストン・セルティックス     | 33-49                        | インディアナ・ペイサーズ       | 41-41                  | オーランド・マジック       | 36-46                      |
| 4 | トロント・ラプターズ         | 33-49                        | シカゴ・ブルズ                 | 41-41                  | シャーロット・ボブキャッツ | 26-56                      |
| 5 | ニューヨーク・ニックス       | 23-59                        | ミルウォーキー・バックス       | 40-42                  | アトランタ・ホークス       | 26-56                      |

- ピストンズは一時は70勝ペースで勝ち続け、リーグ1位の勝率を収めた。プロ入り3年目のレブロン・ジェームズが率いるキャバリアーズも大きく勝率を伸ばし、7シーズンぶりのプレーオフ進出を果たした。セントラル・デビジョンからは5チーム全てがプレーオフ進出を果たしている。
- 一方アトランティック・デビジョンは地区優勝のネッツ以外の全4チームは全て勝率5割以下でプレーオフ進出を逃しており、リーグ最弱デビジョンのレッテルを貼られるようになる。前シーズン地区優勝のセルティックスは、オフに流出したアントワン・ウォーカーらベテラン勢の穴を埋めることができず、76ersもアレン・アイバーソン、クリス・ウェバーのワンツーパンチは不発に終わった。シーズン中に大胆な補強を行ったニックスも、その甲斐なくカンファレス最下位に沈んだ。
- オフに多数のベテランを獲得したヒートは、前半シャキール・オニールの故障などによる苦戦を強いられたが、後半になると追い上げを見せ、2シーズン連続で地区優勝を果たした。

### ウェスタン・カンファレンス
| # | ノースウェスト・デビジョン         | ノースウェスト・デビジョン | パシフィック・でビジョン         | パシフィック・でビジョン | サウスウェスト・デビジョン | サウスウェスト・デビジョン |
| # | チーム                             | 勝敗                       | チーム                           | 勝敗                     | チーム                     | 勝敗                       |
| - | ---------------------------------- | -------------------------- | -------------------------------- | ------------------------ | -------------------------- | -------------------------- |
| 1 | デンバー・ナゲッツ                 | 44-38                      | フェニックス・サンズ             | 54-28                    | サンアントニオ・スパーズ   | 63-19                      |
| 2 | ユタ・ジャズ                       | 41-41                      | ロサンゼルス・クリッパーズ       | 47-35                    | ダラス・マーベリックス     | 60-22                      |
| 3 | シアトル・スーパーソニックス       | 35-47                      | ロサンゼルス・レイカーズ         | 45-37                    | メンフィス・グリズリーズ   | 49-33                      |
| 4 | ミネソタ・ティンバーウルブズ       | 33-59                      | サクラメント・キングス           | 44-38                    | ニューオリンズ・ホーネッツ | 38-44                      |
| 5 | ポートランド・トレイルブレイザーズ | 21-61                      | ゴールデンステート・ウォリアーズ | 38-44                    | ヒューストン・ロケッツ     | 34-48                      |

- 前シーズンチャンピオンのスパーズは、大黒柱のティム・ダンカンが故障に苦しみながらも、トニー・パーカー、エマニュエル・ジノビリらガードコンビの活躍で、チーム記録となる63勝を記録。前評判は決して高くなかったマーベリックスも前シーズンからHCを務めるエイブリー・ジョンソンのもとディフェンスを強化し、カンファレンス2位の成績を収めた。ロケッツはトレーシー・マグレディと姚明が相次いで故障に見舞われ、地区最下位に沈んだ。
- オフの戦力流出で苦戦が予想されたサンズは、さらにエースセンターのアマレ・スタウダマイアーがシーズンをほぼ全休するという非常事態に追い込まれたが、前シーズンMVPのスティーブ・ナッシュとショーン・マリオンを中心に奮闘し、2シーズン連続で地区優勝を果たした。
- クリッパーズは8シーズンぶりのプレーオフ進出。47勝35敗は1970年代以来の高勝率だった。前シーズンにシャキール・オニールの放出で11シーズンぶりにプレーオフ進出を逃したレイカーズもプレーオフに復帰。

### その他
- ロサンゼルス・レイカーズのコービー・ブライアントが1月22日のトロント・ラプターズ戦で81得点を記録。これは1962年にウィルト・チェンバレンが記録した100得点に次ぐ、リーグ史上第2位。
- シアトル・スーパーソニックスのレイ・アレンは、スリーポイントシュート成功数でシーズン通算269本を記録。これは1シーズンの最多記録。

### 個人スタッツリーダー
| # | 得点                       | 得点 | リバウンド             | リバウンド | アシスト                 | アシスト | スティール                 | スティール |
| # | 選手名                     | avg  | 選手名                 | avg        | 選手名                   | avg      | 選手名                     | avg        |
| - | -------------------------- | ---- | ---------------------- | ---------- | ------------------------ | -------- | -------------------------- | ---------- |
| 1 | コービー・ブライアント LAL | 35.4 | ケビン・ガーネット MIL | 12.7       | スティーブ・ナッシュ PHO | 10.5     | ジェラルド・ウォーレス CHA | 2.51       |
| 2 | アレン・アイバーソン PHI   | 33.0 | ドワイト・ハワード ORL | 12.5       | バロン・デイビス GSW     | 8.9      | ブレビン・ナイト CHA       | 2.28       |
| 3 | レブロン・ジェームズ CLE   | 31.4 | ショーン・マリオン PHO | 11.8       | ブレビン・ナイト CHA     | 8.8      | クリス・ポール NOH         | 2.24       |

- コービー・ブライアントは初の得点王を獲得。平均35得点オーバーは1987-1988シーズンのマイケル・ジョーダン以来となる高水準だった。アレン・アイバーソン、レブロン・ジェームズも共にキャリアハイとなる高得点を記録し、レベルの高い得点王レースとなった。
- ケビン・ガーネットは3年連続、スティーブ・ナッシュは2年連続の栄冠。
- ジェラルド・ウォーレスのスティール王獲得は、シャーロット・ボブキャッツのチーム史上初のスタッツリーダー。

| # | ブロックショット           | ブロックショット | FG成功率                 | FG成功率 | 3P成功率                   | 3P成功率 | FT成功率                     | FT成功率 |
| # | 選手名                     | avg              | 選手名                   | %        | 選手名                     | %        | 選手名                       | %        |
| - | -------------------------- | ---------------- | ------------------------ | -------- | -------------------------- | -------- | ---------------------------- | -------- |
| 1 | マーカス・キャンビー DEN   | 3.29             | シャキール・オニール MIA | 60.0     | リチャード・ハミルトン DET | 45.8     | スティーブ・ナッシュ PHX     | 92.1     |
| 2 | アンドレイ・キリレンコ UTA | 3.19             | エディ・カリー NYN       | 56.3     | タイロン・ルー ATL         | 45.7     | ペジャ・ストヤコヴィッチ IND | 91.5     |
| 3 | アロンゾ・モーニング MIA   | 2.66             | トニー・パーカー SAS     | 54.8     | リアンドロ・バルボサ PHO   | 44.4     | レイ・アレン SEA             | 90.3     |

## 個人タイトル
- 最優秀選手：スティーブ・ナッシュ　(PHO)　※ポイントガードとしてはマジック・ジョンソン以来2人目となる、2年連続の受賞。
- ルーキー・オブ・ザ・イヤー：クリス・ポール　(NOH)　※投票では125票中124票を獲得するという圧倒的支持を得ての受賞。
- 最優秀守備選手賞：ベン・ウォーレス　(DET)　※自身4度目。4回の受賞はリーグ史上最多タイ。
- シックスマン賞：マイク・ミラー　(MEM)
- MIP：ボリス・ディーオ　(PHO)
- 最優秀コーチ賞：エイブリー・ジョンソン　(DAL)
- オールNBAチーム

|   | ファーストチーム           | セカンドチーム             | サードチーム             |
| - | -------------------------- | -------------------------- | ------------------------ |
| F | レブロン・ジェームズ CLE   | エルトン・ブランド LAC     | カーメロ・アンソニー DEN |
| F | ダーク・ノヴィツキー DAL   | ティム・ダンカン SAS       | ショーン・マリオン PHO   |
| C | シャキール・オニール MIA   | ベン・ウォレス DET         | 姚明 HOU                 |
| G | スティーブ・ナッシュ PHO   | チャンシー・ビラップス DET | アレン・アイバーソン PHI |
| G | コービー・ブライアント LAL | ドウェイン・ウェイド MIA   | ギルバート・アリナス WAS |

※ティム・ダンカンがNBA入り以来8シーズン連続で続けてきたファーストチーム入りを初めて逃す。レブロン・ジェームズは初のファーストチーム入り。エルトン・ブランド、カーメロ・アンソニーは初のオールNBAチーム入り。
| ファーストチーム           | セカンドチーム             |
| -------------------------- | -------------------------- |
| ブルース・ボウエン SAS     | ティム・ダンカン SAS       |
| ベン・ウォレス DET         | チャンシー・ビラップス DET |
| アンドレイ・キリレンコ UTA | ケビン・ガーネット MIN     |
| ロン・アーテスト SAC       | マーカス・キャンビー DEB   |
| コービー・ブライアント LAL | テイショーン・プリンス DET |
| ジェイソン・キッド NJN     |                            |

## プレーオフ

### イースタン・カンファレンス
|  | ファーストラウンド | ファーストラウンド             | ファーストラウンド |                |   | カンファレンスセミファイナル | カンファレンスセミファイナル | カンファレンスセミファイナル |  |  | カンファレンスファイナル | カンファレンスファイナル | カンファレンスファイナル |  |
|  |                    |                                |                    |                |   |                              |                              |                              |  |  |                          |                          |                          |  |
|  | 1                  | デトロイト・ピストンズ         | 4                  |                |   |                              |                              |                              |  |  |                          |                          |                          |  |
|  | 1                  | デトロイト・ピストンズ         | 4                  |                |   |                              |                              |                              |  |  |                          |                          |                          |  |
|  | 8                  | ミルウォーキー・バックス       | 1                  |                |   |                              |                              |                              |  |  |                          |                          |                          |  |
|  | 8                  | ミルウォーキー・バックス       | 1                  |                | 1 | ピストンズ                   | 4                            |                              |  |  |                          |                          |                          |  |
|  |                    |                                |                    |                | 1 | ピストンズ                   | 4                            |                              |  |  |                          |                          |                          |  |
|  |                    |                                | 4                  | キャバリアーズ | 3 |                              |                              |                              |  |  |                          |                          |                          |  |
|  | 5                  | ワシントン・ウィザーズ         | 4                  | キャバリアーズ | 3 | 2                            |                              |                              |  |  |                          |                          |                          |  |
|  | 5                  | ワシントン・ウィザーズ         |                    |                |   |                              |                              |                              |  |  |                          |                          |                          |  |
|  | 4                  | クリーブランド・キャバリアーズ | 4                  |                |   |                              |                              |                              |  |  |                          |                          |                          |  |
|  | 4                  | クリーブランド・キャバリアーズ | 4                  |                | 1 | ピストンズ                   | 2                            |                              |  |  |                          |                          |                          |  |
|  |                    |                                |                    |                |   |                              |                              |                              |  |  |                          |                          |                          |  |
|  |                    |                                | 2                  | ヒート         | 4 |                              |                              |                              |  |  |                          |                          |                          |  |
|  | 3                  | ニュージャージー・ネッツ       | 2                  | ヒート         | 4 | 4                            |                              |                              |  |  |                          |                          |                          |  |
|  | 3                  | ニュージャージー・ネッツ       |                    |                |   |                              |                              |                              |  |  |                          |                          |                          |  |
|  | 6                  | インディアナ・ペイサーズ       | 2                  |                |   |                              |                              |                              |  |  |                          |                          |                          |  |
|  | 6                  | インディアナ・ペイサーズ       | 2                  |                | 3 | ネッツ                       | 2                            |                              |  |  |                          |                          |                          |  |
|  |                    |                                |                    |                | 3 | ネッツ                       | 2                            |                              |  |  |                          |                          |                          |  |
|  |                    |                                | 2                  | ヒート         | 4 |                              |                              |                              |  |  |                          |                          |                          |  |
|  | 7                  | シカゴ・ブルズ                 | 2                  | ヒート         | 4 | 2                            |                              |                              |  |  |                          |                          |                          |  |
|  | 7                  | シカゴ・ブルズ                 |                    |                |   |                              |                              |                              |  |  |                          |                          |                          |  |
|  | 2                  | マイアミ・ヒート               | 4                  |                |   |                              |                              |                              |  |  |                          |                          |                          |  |

- キャバリアーズのレブロン・ジェームズは初のプレーオフ初戦でいきなりトリプルダブルを達成。カンファレンス準決勝では上位シードのピストンズ相手に先にシリーズ王手を掛けるなど活躍した。
- レギュラーシーズン1位の勝率を収めたピストンズは、カンファレンス準決勝でまさかの苦戦を強いられながらもカンファレンス決勝に進出。しかしここでも苦戦は続き、ついにはヒートの軍門に降ってしまう。ヒートはチーム史上初となるファイナル進出となった。エースガードのドウェイン・ウェイドはシリーズ後半には風邪による体調不良に悩まされ、試合の合間に点滴を受けながらのプレイだったが、シリーズ平均26.7得点の大活躍だった。

### ウェスタン・カンファレンス
|  | ファーストラウンド | ファーストラウンド         | ファーストラウンド |                |   | カンファレンスセミファイナル | カンファレンスセミファイナル | カンファレンスセミファイナル |  |  | カンファレンスファイナル | カンファレンスファイナル | カンファレンスファイナル |  |
|  |                    |                            |                    |                |   |                              |                              |                              |  |  |                          |                          |                          |  |
|  | 1                  | サンアントニオ・スパーズ   | 4                  |                |   |                              |                              |                              |  |  |                          |                          |                          |  |
|  | 1                  | サンアントニオ・スパーズ   | 4                  |                |   |                              |                              |                              |  |  |                          |                          |                          |  |
|  | 8                  | サクラメント・キングス     | 2                  |                |   |                              |                              |                              |  |  |                          |                          |                          |  |
|  | 8                  | サクラメント・キングス     | 2                  |                | 1 | スパーズ                     | 3                            |                              |  |  |                          |                          |                          |  |
|  |                    |                            |                    |                | 1 | スパーズ                     | 3                            |                              |  |  |                          |                          |                          |  |
|  |                    |                            | 4                  | マーベリックス | 4 |                              |                              |                              |  |  |                          |                          |                          |  |
|  | 5                  | メンフィス・グリズリーズ   | 4                  | マーベリックス | 4 | 0                            |                              |                              |  |  |                          |                          |                          |  |
|  | 5                  | メンフィス・グリズリーズ   |                    |                |   |                              |                              |                              |  |  |                          |                          |                          |  |
|  | 4                  | ダラス・マーベリックス     | 4                  |                |   |                              |                              |                              |  |  |                          |                          |                          |  |
|  | 4                  | ダラス・マーベリックス     | 4                  |                | 4 | マーベリックス               | 4                            |                              |  |  |                          |                          |                          |  |
|  |                    |                            |                    |                |   |                              |                              |                              |  |  |                          |                          |                          |  |
|  |                    |                            | 2                  | サンズ         | 2 |                              |                              |                              |  |  |                          |                          |                          |  |
|  | 3                  | デンバー・ナゲッツ         | 2                  | サンズ         | 2 | 1                            |                              |                              |  |  |                          |                          |                          |  |
|  | 3                  | デンバー・ナゲッツ         |                    |                |   |                              |                              |                              |  |  |                          |                          |                          |  |
|  | 6                  | ロサンゼルス・クリッパーズ | 4                  |                |   |                              |                              |                              |  |  |                          |                          |                          |  |
|  | 6                  | ロサンゼルス・クリッパーズ | 4                  |                | 6 | クリッパーズ                 | 3                            |                              |  |  |                          |                          |                          |  |
|  |                    |                            |                    |                | 6 | クリッパーズ                 | 3                            |                              |  |  |                          |                          |                          |  |
|  |                    |                            | 2                  | サンズ         | 4 |                              |                              |                              |  |  |                          |                          |                          |  |
|  | 7                  | ロサンゼルス・レイカーズ   | 2                  | サンズ         | 4 | 3                            |                              |                              |  |  |                          |                          |                          |  |
|  | 7                  | ロサンゼルス・レイカーズ   |                    |                |   |                              |                              |                              |  |  |                          |                          |                          |  |
|  | 2                  | フェニックス・サンズ       | 4                  |                |   |                              |                              |                              |  |  |                          |                          |                          |  |

- グリズリーズはプレーオフ初勝利を飾れず3シーズン連続でスイープによる初戦敗退。
- 第3シードのナゲッツはカーメロ・アンソニーがシリーズを通して抑えられ、クリッパーズにアップセットを喫した。クリッパーズはバッファローから移転して以来初めてプレイオフ1回戦を突破した。
- サンズ対レイカーズのシリーズ第4戦では、コービー・ブライアントが第4クォーター終了間際に同点ブザービーターを決めると、今度はオーバータイムで逆転ブザービーターを沈め、劇的な勝利を収めた。苦しみながらもレイカーズを退けたサンズは、カンファレンス準決勝でも同じロサンゼルスに本拠地を置くクリッパーズにも4勝3敗と僅差で勝利し、2シーズン連続でカンファレンス決勝に駒を進めた。
- カンファレンス準決勝でスパーズとマーベリックスが早々に対戦。カンファレンス勝率1位2位のチームが準決勝で当たるという不公平が生じ、翌シーズンよりプレーオフシード権のシステムが修正された。　詳細はNBAプレイオフを参照。
- ライバルチーム同士であるスパーズ対マーベリックスのシリーズは、今プレーオフの中で最も激しい戦いとなった。第7戦までもつれた末、マーベリックスのダーク・ノヴィツキーが第4クォーター残り23秒に執念の3点プレイを決めて同点。オーバータイムを制したマーベリックスが、カンファレンス決勝に進出。サンズにも勝利し、ついにチーム史上初となるファイナル進出を果たした。

## ファイナル
|                        | 第1戦 | 第2戦 | 第3戦 | 第4戦 | 第5戦 | 第6戦 | 勝敗 |
| ---------------------- | ----- | ----- | ----- | ----- | ----- | ----- | ---- |
| マイアミ・ヒート       | 80    | 85    | 98    | 98    | 101   | 95    | 4-2  |
| ダラス・マーベリックス | 90    | 90    | 96    | 74    | 100   | 92    | 2-4  |

- ファイナルMVP：ドウェイン・ウェイド
- 互いに初優勝を賭けたファイナルは、レギュラーシーズンの勝率で上回るマーベリックスが有利と予想された。その予想通りマーベリックスのホームコートで行われた第1戦、第2戦はマーベリックスが勝利した。
- しかしヒートのホームコートに移った第3戦ではウェイドが42得点の活躍。試合終了間際にダーク・ノヴィツキーが同点に繋がるフリースロー2本を得たが、内1本を外してしまい、ヒートが逃げ切った。続く第4戦もウェイドは36得点。一方のマーベリックスは第4クォーターに大ブレーキが掛かり、僅か7得点しかあげられず、マーベリックスはファイナル史上クォーター最低得点という不名誉な記録を作るとともに、シリーズを2勝2敗のタイに戻された。
- ヒートのホーム最終第5戦でもウェイドは爆発。46得点をあげるとともに、フリースロー成功数21本というファイナル記録を作った。試合時間残り1.9秒で100-99でマーベリックスがリード。フリースローを得たウェイドは1本目を難なく沈めて土壇場で同点とするが、ここでマーベリックスのジョシュ・ハワードがチームに残った最後のタイムアウトを請求するという痛恨のミスを犯してしまう。これでマーベリックスはミッドコートからスローインする権利を自ら放棄してしまった。騒然とするアリーナの中で、ウェイドは冷静に2本目のフリースローを沈めて101-100とついに逆転。自チームのゴール下からのスローインを余儀なくされたマーベリックスに、1.9秒はあっという間に過ぎ、2連敗から3連勝したヒートがシリーズに王手を掛けた。
- ホームに戻ったマーベリックスだがヒートのエースを止める術は無く、第6戦でもウェイドは36得点。95-92でヒートが勝利し、ついにファイナル制覇を決めた。
- ファイナルMVPはファイナル中平均34.7得点をあげたウェイドが文句なしの受賞。シャキール・オニールは自身4つ目のチャンピオンリングを獲得した。ヒートの優勝はアロンゾ・モーニング、ゲイリー・ペイトンら多くのベテランに、初めての優勝をもたらした。

詳細は2006年のNBAファイナルを参照

## 引退した主な選手
2005-2006シーズンが事実上のラストシーズンとなっている選手。
- ヴィン・ベイカー
- ニック・ヴァン・エクセル
- ブライアン・グラント
- キース・ヴァン・ホーン
- ジム・ジャクソン
- トニー・クーコッチ
- リー・ナイロン